# NGC 5510
NGC 5510 este o emission-line galaxy⁠(d) situată în constelația Fecioara. A fost descoperită în 1886 de către Ormond Stone⁠(d).